# راتشيل سميث
راتشيل سميث (بالإنجليزية: Rachael Smith)‏ (13 نوفمبر 1992 ببرث في أستراليا - ) هي لاعبة كرة قدم أسترالية في مركز الدفاع. لعبت مع برث غلوري إف سي.